# Borstel (Holstein)
Borstel település Németországban, Schleswig-Holstein tartományban. Lakosainak száma 129 fő (2023. december 31.).

## Népesség
A település népességének változása:
| Lakosok száma | 77   | 119  | 130  | 128  | 132  | 138  | 129  |
|               | 1975 | 2014 | 2017 | 2019 | 2021 | 2022 | 2023 |